# رابرت کولمن
رابرت کولمن (انگلیسی: Robert Coleman; ۱ ژانویهٔ ۱۸۸۳ – ۱ ژانویهٔ ۱۹۶۰) قایقران قایق بادبانی اهل بریتانیا بود.